# 程福臻
程福臻（1942年—），男，湖北武汉人，中国高能天体物理学家，中国科学技术大学教授，曾任中国天文学会副理事长。